# Jean-Félicité Coulon de Thévenot
 (mars 2024).
La mise en forme du texte ne suit pas les recommandations de Wikipédia : il faut le « wikifier ».
Les points d'amélioration suivants sont les cas les plus fréquents. Le détail des points à revoir est peut-être précisé sur la page de discussion.
- Les titres sont pré-formatés par le logiciel. Ils ne sont ni en capitales, ni en gras.
- Le texte ne doit pas être écrit en capitales (les noms de famille non plus), ni en gras, ni en italique, ni en « petit »…
- Le gras n'est utilisé que pour surligner le titre de l'article dans l'introduction, une seule fois.
- L'italique est rarement utilisé : mots en langue étrangère, titres d'œuvres, noms de bateaux, etc.
- Les citations ne sont pas en italique mais en corps de texte normal. Elles sont entourées par des guillemets français : « et ».
- Les listes à puces sont à éviter, des paragraphes rédigés étant largement préférés. Les tableaux sont à réserver à la présentation de données structurées (résultats, etc.).
- Les appels de note de bas de page (petits chiffres en exposant, introduits par l'outil «  Source ») sont à placer entre la fin de phrase et le point final[comme ça].
- Les liens internes (vers d'autres articles de Wikipédia) sont à choisir avec parcimonie. Créez des liens vers des articles approfondissant le sujet. Les termes génériques sans rapport avec le sujet sont à éviter, ainsi que les répétitions de liens vers un même terme.
- Les liens externes sont à placer uniquement dans une section « Liens externes », à la fin de l'article. Ces liens sont à choisir avec parcimonie suivant les règles définies. Si un lien sert de source à l'article, son insertion dans le texte est à faire par les notes de bas de page.
- La présentation des références doit suivre les conventions bibliographiques. Il est recommandé d'utiliser les modèles {{Ouvrage}}, {{Chapitre}}, {{Article}}, {{Lien web}} et/ou {{Bibliographie}}. Le mode d'édition visuel peut mettre en forme automatiquement les références.
- Insérer une infobox (cadre d'informations à droite) n'est pas obligatoire pour parachever la mise en page.

Pour une aide détaillée, merci de consulter Aide:Wikification.
Si vous pensez que ces points ont été résolus, vous pouvez retirer ce bandeau et améliorer la mise en forme d'un autre article.
 (juin 2023).
Si vous disposez d'ouvrages ou d'articles de référence ou si vous connaissez des sites web de qualité traitant du thème abordé ici, merci de compléter l'article en donnant les références utiles à sa vérifiabilité et en les liant à la section « Notes et références ».
Pour les articles homonymes, voir Coulon et Thévenot.
Jean-Félicité Coulon de Thévenot, né le 19 septembre 1754 à Paris et mort le 30 décembre 1813 à Šabata (Bohême centrale), est un écrivain, inventeur et auteur d'une méthode d'écriture abrégée, la tachygraphie, dont il a proposé plusieurs versions. 

## Biographie
Fils d'un maître d'écriture parisien, il entre à 20 ans à l'Académie royale d'écriture (Havette, 1906). Pendant ses études, il connaît les œuvres de l'abbé Claude Fleury, Pierre Carpentier et de Jean Gruter sur les notes tironiennes. Il conçoit alors l'idée de créer un système qu'il soumet à la considération de l'Académie des sciences de Paris en 1776 sur le conseil de d'Alembert. Il commence à enseigner son système en 1777 par le biais de leçons et de cours publics.  
Les premières versions de sa méthode sont le plus souvent autographes ou éditées à compte d'auteur. L'une d'entre elles est présentée à l'Académie royale des sciences (Rapport des commissaires de l'Académie royale des sciences de Paris sur la méthode tachygraphique de M. Coulon (1792), Paris : chez M. Coulon), une autre est adressée et dédiée au roi Louis XVI (L'art d'écrire aussi vite qu'on parle dédié au roi en 1787, Paris, L'auteur, 1790)
Une version imprimée paraît en 1802 (année 10 de l'Ere Française), intitulé Tachygraphie fondée sur les principes du langage de la grammaire et de la géométrie, cette fois « Présentée à Napoléon Bonaparte, Premier Consul de la République française ».
Jean Coulon de Thévenot fait partie de la Société des Inventions et Découvertes.
Sa vie se développe entre des voyages de publicité, des leçons publiques et des ventes d'exemplaires.

### Coulon de Thévenot et la Révolution française
Coulon de Thévenot est reconnu comme tachygraphe du roi Louis XVI et aurait tachygraphié pour La Fayette. Sous la Terreur, il est dénoncé par un disciple du sténographe Bertin et est contraint de s'enfuir. Bertin est alors sont principal compétiteur, et, à proprement parler, le fondateur de la sténographie française en tant que traducteur et adaptateur du système de sténographie anglaise de Samuel Taylor à la langue française. 

### Tachygraphie et comptes-rendus des débats parlementaires
Dès l’ouverture des États généraux, au mois de mai 1789, Coulon ouvre un cours de tachygraphie à Versailles dans l’intervalle des séances. En 1795, il entreprend de donner le compte rendu de quelques séances de la Convention. Son travail n'est publié que 13 mois après sous le titre de Le tachygraphe à la Convention ou Recueil exact des discours, opinions et débats relatifs à la Constitution de 1795 
En 1797, il propose aux Conseils de fonder un journal qui rendrait un compte officiel des débats législatifs. Sa proposition est agréée par le conseil des Cinq-Cents et le journal parait à titre d’essai rendant compte des débats de ce conseil pendant deux mois. Finalement, le projet est repoussé par le Conseil des Anciens. (Le Tachygraphe, journal des séances du Corps législatif, renfermant tous les discours, motions et débats qui ont eu lieu dans les séances du Conseil des 500, recueillis mot à mot à l'aide de la méthode d'écrire aussi vite qu'on parle, par le citoyen Coulon-Thévenot, auteur de la Tachygraphie française [21 novembre 1797 à 18 janvier 1798]. — Paris, chez le rédacteur, 2 volumes). 
Il est le premier à proposer de mettre à disposition son « art d'écrire aussi vite que l'on parle » au service de la publicité des débats et de la liberté d'opinion. Il est de ce point de vue le pionnier de la sténographie parlementaire en France.

### Postérité et œuvre de sa fille: Mlle Félicité Coulon de Thévenot
Ses tentatives de prendre en note les séances se heurtent cependant à de nombreux obstacles techniques et politiques (il est donné comme sourd à la fin de sa vie) et c'est sa fille, Mlle Félicité Coulon de Thévenot, puis, Mme Marnier, sans doute la première femme sténographe de France qui propage et reprend la méthode du père (Principes de tachygraphie... par Jean-Félicité Coulon de Thévenot, publiés par Mme Marnier,...Paris, Cassin,1835)
Elle sollicite plusieurs fois les autorités en vain pour obtenir le droit de prendre en note les débats (jusqu'en 1848). Il est avéré qu'elle a contribué à la prise de note en vue de compte rendu judiciaires aux côtés du sténographe Jean-Baptiste Breton de la Martinière : "en 1817, une lettre de Breton, sténographe, nous montre que Mademoiselle Coulon de Thévenot avait collaboré avec lui à la sténographie des débats judiciaires" (Havette René, "Deux sténographes à Bordeaux en 1784 et 1789", Revue internationale de sténographie, Paris, 1903).

## Méthode Coulon de Thévenot
Il y a en fait plusieurs méthodes différentes de Coulon de Thévenot. D'abord, il utilise un alphabet de 7000 mots où pour chaque mot correspondait un caractère abrégé. Puis, il invente un système syllabique, chaque signe désignant une syllabe. En 1782, il change la base de son système, qui devient alphabétique. L'Académie française des sciences le jugea satisfaisant, l'auteur n'apporte alors que des abréviations.
Par deux fois, Thévenot modifie son alphabet, qui est composé de 20 signes pour les consonnes et 12 pour les voyelles simples, doubles et les sons nasaux de fin de mot. La ligne d'écriture est considérée divisée en trois parallèles et les syllabes sont écrites séparément. Ses Tableaux tachygraphiques ont été publiés en 1787.  
"Dans le système tachygraphique de Coulon, les mots s’écrivent par syllabes détachées, les signe de la voyelle s’attachant à l’extrémité du signe de consonne ou le continuant" (Havette, 1906). 
Son idée originale sert de base à beaucoup d'auteurs, comme par exemple Martí, qui entreprend son travail en ayant en main cette méthode. 
Coulon de Thévenot propose aussi une tachygraphie adaptée à la musique.
Coulon de Thévenot meurt le 31 décembre 1813 dans l'auberge de Schobata d'une fièvre nerveuse. Il est enterré le 2 janvier 1814 dans le cimetière d'Úmyslovice, près Poděbrady, en Bohème.